# There Is Another Sun
There Is Another Sun (estrenada en Estados Unidos como Wall of Death) es una película británica de drama de 1951 dirigida por Lewis Gilbert y producida por Ernest G. Roy.

## Sinopsis
Cuenta la historia de un joven boxeador y motorista y sus intentos para seducir a una guapa muchacha durante el carnaval.

## Reparto
- Maxwell Reed como Eddie «Racer» Peskett.
- Laurence Harvey como Mag Maguire.
- Susan Shaw como Lillian.
- Leslie Dwyer como Mick Foley.
- Meredith Edwards como el sargento detective Bratcher.
- Hermione Baddeley como Gypsy Sarah, adivina.
- Robert Adair como Sarno.
- Leslie Bradley como gerente de pista de carreras.
- Eric Pohlmann como Markie, dueño del club.
- Nosher Powell como Teddy Green, boxeador campeón.
- Earl Cameron como Ginger Jones, boxeador de carnaval.
- Dennis Vance como Len Tyldesley.
- Laurence Naismith como Riley, el entrenador de Green.
- Charles Farrell como el señor Simmons, promotor de boxeo.
- Wilfred Burns como pianista.
- Harry Fowler como primer motorista novato.
- Jennifer Jayne como Dora, amiga de Lil en Markie's.
- Arthur Mullard como Harry, concursante de boxeo.
- Hal Osmond como Mannock.
- J.H. Messham como primer corredor de la muerte.
- Jim Kynaston como segundo corredor de la muerte.
- Tom Messham como tercer corredor de la muerte.